# 3月4日 (旧暦)
旧暦3月4日（きゅうれきさんがつよっか）は旧暦3月の4日目である。六曜は赤口である。

## できごと
- 天喜元年（ユリウス暦1053年3月26日） - 藤原頼通による宇治・平等院阿弥陀堂（鳳凰堂）が完成
- 明和8年（グレゴリオ暦1771年4月18日） - 杉田玄白・前野良沢らが死刑囚の解剖を見学。翌日から『ターヘル・アナトミア』の翻訳にとりかかる
- 天明8年（グレゴリオ暦1788年4月9日） - 徳川家斉が老中松平定信を将軍補佐とする。寛政の改革が始まる
- 嘉慶元年（グレゴリオ暦1796年4月11日） - 白蓮教徒の乱。清で農民による弥勒信仰結社・白蓮教徒が叛乱
- 文化3年（グレゴリオ暦1806年4月22日） - 江戸で文化の大火
- 天保8年（グレゴリオ暦1837年4月8日） - 前年からの天保の大飢饉の為、江戸幕府が江戸の各地に救米小屋を設置
- 文久3年（グレゴリオ暦1863年4月21日） - 徳川家茂が京都の二条城に入る。3代家光以来230年ぶり
- 明治2年（グレゴリオ暦1869年4月15日） - 明治政府が円貨の制度を定める

## 誕生日
- 元禄10年（グレゴリオ暦1697年4月24日） - 賀茂真淵[1]、国学者（+ 1769年）